# Abdelkarim Benslimane
Abdelkrim Benslimane (en arabe : عبد الكريم بنسليمان), né à Casablanca en 1930 et mort à Rabat le 4 janvier 2016, est un dirigeant de football marocain et président du Raja Club Athletic entre 1968 et 1969.

## Biographie

### Famille
Abdelkrim Benslimane voit le jour en 1945 à Casablanca. Il est le frère de Hosni Benslimane, homme fort des Forces armées royales et commandant de la Gendarmerie royale marocaine entre 1974 et 2017. Du côté de sa mère, il est le neveu du Docteur Abdelkrim Al Khatib, fondateur du Parti de la justice et du développement (PJD). Du côté paternel, il est le neveu de Fatmi Benslimane, qui fut président du Conseil du trône, le premier gouvernement marocain, entre octobre et novembre 1955.

### Carrière
En 1968, il est élu président du Raja Club Athletic mais son mandat ne dure qu'une année où le Raja perd la finale de la Coupe du trône 1968-1969 contre le Racing de Casablanca. Entre 1976 et 1977, il dirige le Difaâ Hassani d'El Jadida. Il intègre la commission nationale technique de la Fédération royale marocaine de football alors qu'il est un membre du bureau fédéral.
En septembre 1974, il conduit l’équipe B de la sélection marocaine à Damas pour participer au Tournoi de Kuneitra (en). Le Maroc l'emporte en battant la Syrie aux tirs au but. Le tournoi est organisé en soutien à la ville syrienne de Kuneitra, envahie par Israël durant la Guerre des Six Jours, repris par l'armée marocaine en 1973 avant de retomber sous contrôle israélien en juin 1974.
Abdelkrim Benslimane se retire de la FRMF en 1977. Il avait également été à l’origine de la création de l’Association des présidents de clubs, dont la première réunion a eu lieu à Mohammédia, au milieu des années 1970.

### Décès
Le 4 janvier 2016, il décède à Rabat à l'âge de 76 ans. Plusieurs personnalités rendent leurs hommages à l'une des figures de proue du football national.

## Mandats
- Président du Raja Club Athletic (1968-1969)
- Président du Difaâ Hassani d'El Jadida (1976-1977)
- Membre du bureau de la Fédération royale marocaine de football (1970-1977)
- Président de l'Association des présidents de clubs.